# الستان

روستای الستان - پاییز ۱۳۹۹

الستان، روستایی کوهستانی است از توابع بخش کمالان شهرستان علی‌آباد در استان گلستان ایران.

## جمعیت
این روستا در دهستان استرآباد قرار دارد و براساس سرشماری مرکز آمار ایران در سال ۱۳۸۵، جمعیت آن ۲۵ نفر (۱۱خانوار) بوده‌است. از جمله افراد شناخته شده الستان: مرحوم حاج علی دنیکو و آیت‌الله حاج شیخ رضا شریفی هستند.

## سبک زندگی مردم روستای الستان
مردم روستای الستان از طریق دامداری و کشاورزی امرار معاش می‌کنند. گله‌داران اغلب بز و گوسفند دارند که از شیر آن‌ها به روش‌های سنتی لبنیات تهیه می‌کنند. همچنین، زنان روستا نیز به چادرشب‌بافی می‌پردازند.

## وجه تسمیه الستان
نام این روستا برگرفته از پوشش گیاهی آن منطقه است. در بخش‌های مختلف روستای الستان می‌توان درختان سیاه ال یا آن‌طور که بیشتر شناخته شده، درختان کوتاه زغال‌اخته را مشاهده کرد. از این رو، این روستا را با نام الستان می‌شناسند.

## طبیعت و آب و هوا
کوه‌گل با ارتفاع ۳۰۱۰ متری یکی از کوه‌های اطراف این روستا است که رودهای مختلفی از آن سرچشمه می‌گیرند و بخشی از آب روستا را تامین می‌کنند. کوه قره‌قلند نیز یکی دیگر از کوه‌های معروف اطراف این روستا است. این روستا دارای آب و هوای معتدل کوهستانی می‌باشد.